# اودن (میشیگان)
اودن (به انگلیسی: Oden) یک منطقهٔ مسکونی در ایالات متحده آمریکا است که در میشیگان واقع شده‌است. اودن ۱٫۶ کیلومتر مربع مساحت و ۳۶۳ نفر جمعیت دارد و ۱۸۶ متر بالاتر از سطح دریا واقع شده‌است.